# Saint-Pern
 Saint-Pern  es una población y comuna francesa, situada en la región de Bretaña, departamento de Ille y Vilaine, en el distrito de Rennes y cantón de Bécherel.

## Demografía
| 961 | 865 | 852 | 773 | 710 | 781 |
| Para los censos de 1962 a 1999 la población legal corresponde a la población sin duplicidades (Fuente: INSEE [Consultar]) |     |     |     |     |     |